# Londoner Konferenz (1921)
Als Londoner Konferenz 1921 werden zwei historische Konferenzen bezeichnet, die sich vom 1. bis 7. März (ergebnislos abgebrochen) und vom 29. April bis 5. Mai 1921 mit Entschädigungszahlungen des Deutschen Reiches als Folge des verlorenen Ersten Weltkrieges befassten.

## Hintergrund
Der Versailler Vertrag von 1919 hatte zwar Deutschlands Verpflichtung, für alle entstandenen Kriegsschäden zu zahlen, festgelegt, aber keine Summe genannt. Bei einer Sitzung des Alliierten Obersten Kriegsrats in Paris nannten die Alliierten im Januar 1921 erstmals eine Endsumme: Sie verlangten 226 Milliarden Goldmark, zahlbar in 42 Jahresraten ansteigend von 2 bis 6 Milliarden jährlich, zuzüglich zwölf Prozent des Wertes der deutschen Exporte in diesem Zeitraum. Als diese Forderung bekannt wurden, fegte ein Sturm der Entrüstung durch Deutschland. Außenminister Walter Simons warf den Siegermächten am 1. Februar in einer Rede vor dem Reichstag vor, Deutschlands wirtschaftliche Souveränität zu missachten. Dadurch, dass sie die Reichsregierung nicht konsultiert hätten, hätten sie selbst gegen den Versailler Vertrag verstoßen. Deutschland könne nur Vorschläge im Rahmen seiner begrenzten Zahlungsfähigkeit machen.
In London trug Simons dann den deutschen Gegenvorschlag vor: Zahlung von 30 Milliarden Goldmark nebst den bereits gezahlten 20 Mrd., insgesamt also 50 Milliarden für Reparationen. Nach der Ablehnung dieses Vorschlags wurden die Städte Düsseldorf, Duisburg und Ruhrort im Ruhrgebiet ab dem 8. März von alliierten Truppen besetzt. Zusätzlich lösten die alliierten Forderungen eine innenpolitische Krise aus. Die KPD versuchte, die Situation für eine erneute Revolution auszunutzen (Märzkämpfe in Mitteldeutschland und Hamburg). Wenig später brach in Oberschlesien ein erneuter Aufstand aus.
Im April zog sich die DVP wegen der Reparationsfrage aus der Regierung Fehrenbach zurück, was den baldigen Sturz der Regierung ankündigte; dieser erfolgte am 4. Mai.

## Londoner Ultimatum
Großbritannien, Frankreich, Italien, Belgien und Japan setzten am 5. Mai im Londoner Ultimatum die Kapitalsumme, die Deutschland zu tilgen und zu verzinsen hatte, auf 132 Milliarden Goldmark fest. Die Summe war in drei Gruppen geteilt: die A-, die B- und die C-Bonds. Letztere machten den größten Teil der deutschen Reparationsschuld aus, nämlich 82 Milliarden Goldmark. Sie sollten erst dann fällig werden, wenn das Deutsche Reich hinreichend zahlungsfähig wäre – also vielleicht nie. Der britische Wirtschaftswissenschaftler John Maynard Keynes rechnete damit, dass die C-Bonds alsbald annulliert werden würden. Sie dienten nur dazu, die Reparationssumme nach außen größer erscheinen zu lassen und so der französischen Nationalversammlung die Zustimmung zu erleichtern.
Den sogenannten Londoner Zahlungsplan hatte Deutschland – unter Androhung der vollständigen militärischen Besetzung des Ruhrgebiets – binnen weniger Tage zu akzeptieren. Konferenzteilnehmer waren auf alliierter Seite unter anderem Ferdinand Foch, David Lloyd George und Aristide Briand. Am 11. Mai 1921 billigte der Reichstag auf Antrag der neuen Regierung Wirth diese Forderung.

## Folgen
Da sich die deutsche Regierung weiterhin zur Zahlung der geforderten Raten außerstande sah und nur dem Druck der Alliierten gebeugt hatte, drängte sie auf eine erneute Konferenz zur Reparationsfrage. Dies führte zur Konferenz von Cannes im Januar 1922 und zur „Weltwirtschaftkonferenz“ von Genua im Frühjahr 1922.
Zur dauerhaften Ruhrbesetzung kam es dann im Januar 1923, nachdem Deutschland mit der Lieferung der zwischenzeitlich vereinbarten „Sachleistungen“ in Verzug geraten war.
Die Annahme des Zahlungsplans hatte einen sprunghaften Anstieg der Inflation in Deutschland zur Folge. Ebenso stärkte sie die radikalen politischen Kräfte, die sich gegen die sogenannte Erfüllungspolitik wandten.